# Resolutie 28 Veiligheidsraad Verenigde Naties
Resolutie 28 van de Veiligheidsraad van de Verenigde Naties werd met tien stemmen tegen één goedgekeurd op de 177e vergadering van de VN-Veiligheidsraad op 6 augustus 1947. Eén land onthield zich bij de stemming: de Sovjet-Unie.

## Achtergrond
In 1946 was de Griekse Burgeroorlog uitgebroken tussen de regering en communistische rebellen in het noorden van het land. Volgens Griekenland werden die communisten gesteund door de buurlanden, Albanië, Joegoslavië en Bulgarije, die alle drie kort tevoren communistisch waren geworden. De drie landen ontkenden evenwel de beschuldiging. In 1947 werd een commissie ter plaatse gestuurd om de zaak te onderzoeken. Toen die in juni rapporteerde, verwierp de Sovjet-Unie haar aanbevelingen. De Sovjet-Unie wilde de schuld bij Griekenland leggen, terwijl de Verenigde Staten de drie communistische landen wilden veroordelen.
Verschillende ontwerpresoluties van beide landen werden door de ander met het vetorecht tegengehouden; ook een van de VS die de kwestie wilde doorspelen aan de Algemene Vergadering. Een volgende resolutie van de VS die de kwestie definitief van de agenda schrapte werd wel aangenomen.

## Inhoud
De Veiligheidsraad besloot een subcomité op te richten dat zou bestaan uit de vertegenwoordigers van de delegaties die voorstellen om het geschil op te lossen hebben gedaan. Hiermee moest worden verzekerd dat er een nieuwe resolutie kon worden voorbereid die het subcomité kon aanbevelen aan de Raad. Het subcomité moest op 11 augustus 1947 zijn conclusies  rapporteren.
Lijst ·  16 ·  17 ·  18 ·  19 ·  20 ·  21 ·  22 ·  23 ·  24 ·  25 ·  26 ·  27 ·  28 ·  29 ·  30 ·  31 ·  32 ·  33 ·  34 ·  35 ·  36 ·  37